# محمد عصفور (مخرج)
محمد علي عصفور (1926، آسفي - 16 ديسمبر 2005، الدار البيضاء) مخرج ومؤلّف مغربي. يُعتبر أب السينما المغربية.
كان شخصية سينمائية في المغرب قبل الاستقلال عام 1956 بوقت طويل، وكان مرشدا للعديد من المخرجين، من بينهم حميد بناني وأحمد البوعناني ومحمد رجب.

## مسيرته
ينحدر عصفور من مدينة آسفي وبالضبط من دوار البخاتي جماعة حسيم. ولد سنة 1926، انتقل هو وعائلته إلى مدينة الدار البيضاء، وبالضبط إلى منطقة ولاد عيشة، المعروفة الآن بدرب غلف، ولم يكن آنذاك يتجاوز الثلاث سنوات، لم يلتحق بالمدرسة، حيث اضطر للعمل مبكرا من أجل مساعدة أسرته الفقيرة، اشتعل في البداية كماسح للأحذية، بعدها انتقل إلى توزيع الجرائد، وعمل أيضا نادلا بإحدى مقاهي المعاريف، ثم ميكانيكيا، حسب ماذكره، أحمد فرتات مؤلف كتاب محمد عصفور.
سنة 1956، قام محمد عصفور بتأليف وإنتاج وإخراج فيلم «الابن العاق»، وعُرض لأول مرة بقاعة سينما الملكي بالدار البيضاء سنة 1958. ويعتبر هذا الفيلم، رغم أنه ليس طويلا، إحدى بدايات السينما بالمغرب. فقد سبقته أفلام قصيرة صامته لنفس المخرج أنجزها منذ سنة 1941، وتبعته أفلام أخرى لعل آخرها هو فيلمه الروائي الطويل الأول والوحيد «الكنز المرصود» سنة 1969، الذي عرض ببعض القاعات السينمائية الوطنية.

## روابط خارجية
- محمد عصفور على موقع IMDb (الإنجليزية)
- محمد عصفور على موقع قاعدة بيانات الأفلام العربية
- فيلم وثائقي عن محمد عصفور على الجزيرة الوثاائقية